# WrestleMania VII
WrestleMania VII fue la séptima edición de WrestleMania, evento de pago por visión de lucha libre profesional de la World Wrestling Federation. El evento se realizó el 24 de marzo de 1991 en el Los Angeles Memorial Sports Arena en Los Ángeles, California. La frase para WrestleMania VII fue "Superstars And Stripes Forever".
El evento es recordado por el tema del patriotismo estadounidense (banderas estadounidenses fueron puestas por todo el coliseo y el ring tenía los colores rojo, blanco y azul), como base para el evento central entre Hulk Hogan y Sgt. Slaughter por el Campeonato de la WWF. WrestleMania VII es, sobre todo, recordado por la emotiva reconciliación entre "Macho Man" Randy Savage y su mánager, Miss Elizabeth, que ocurrió luego de que Savage perdiera la "Lucha de Retiro" contra The Ultimate Warrior. Fue uno de los momentos más memorables de toda la historia de la WWE. Este fue, además, el primer WrestleMania de The Undertaker, evento donde comenzó un invicto que terminó en WrestleMania XXX, realizado el 6 de abril de 2014, contra Brock Lesnar, quedando 21-1. El evento se realizó el mismo día del cumpleaños de The Undertaker.
WrestleMania VII fue originalmente programada en el Los Angeles Memorial Coliseum; sin embargo, se trasladó el evento al adyacente Los Angeles Memorial Sports Arena. Las razones de la World Wrestling Federation para cambiar el lugar del evento son debido a una serie de amenazas publicadas debido al feudo iraquí que estaba desarrollando con el personaje de Sgt. Slaughter. La empresa desde entonces ha conservado esta versión de haber cambiado a un coliseo cerrado para mayor seguridad. Sin embargo, Los Angeles Memorial Coliseum tenía una capacidad para 90,000 asistentes, mientras que el Los Angeles Memorial Sports Arena para tan solo 20,000 espectadores, por lo que los rumores de menores ventas circularon alrededor de este evento.

## Resultados

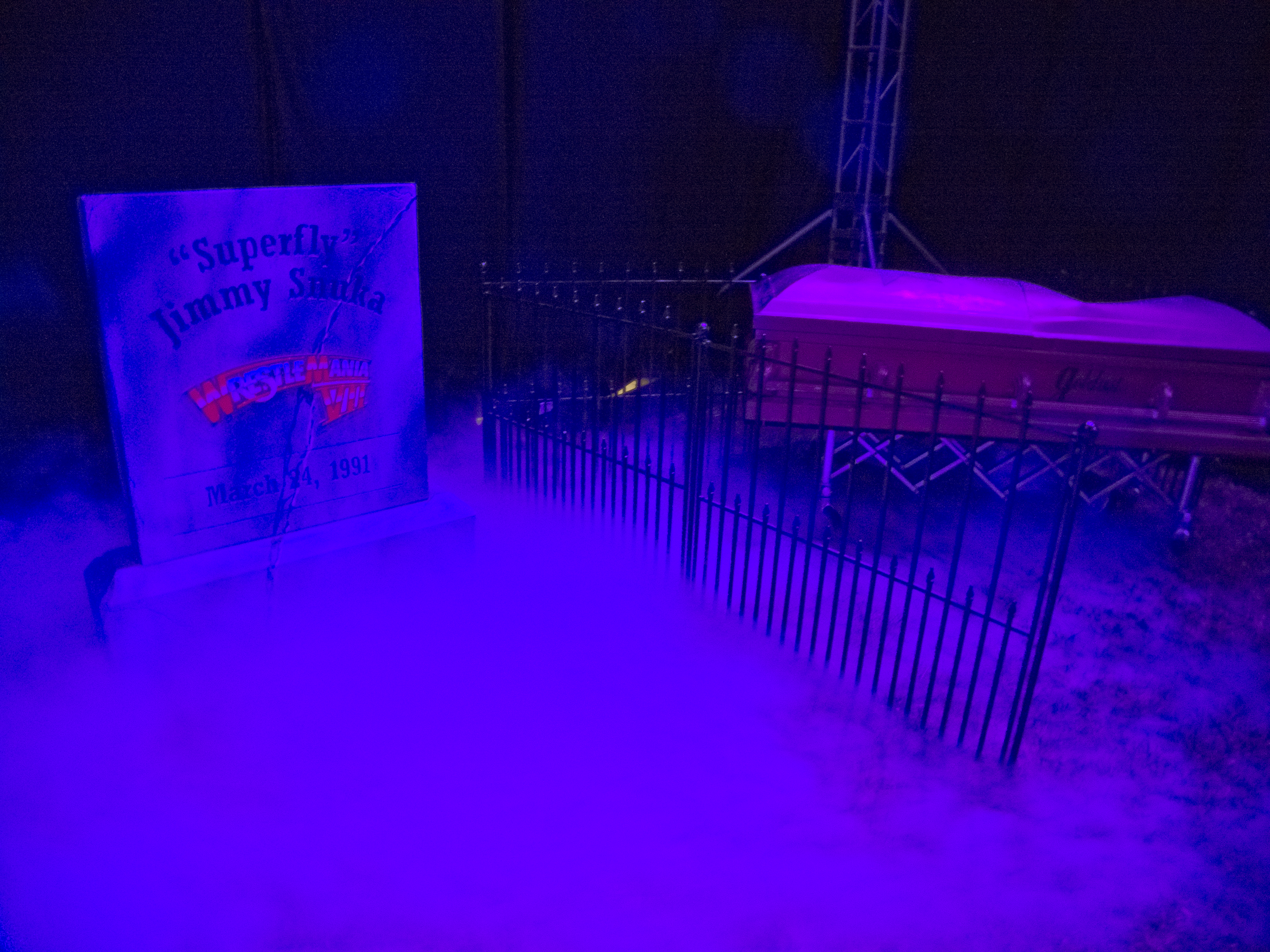
Tumba marcando la derrota de Jimmy Snuka a manos de The Undertaker.

- Lucha no transmitida: Koko B. Ware derrotó a The Brooklyn Brawler
  - Ware cubre a The Brawler.
- The Rockers (Shawn Michaels & Marty Jannetty) derrotan a The Barbarian & Haku (con Bobby Heenan) (10:41)
  - Michaels cubrió a Haku después de un "Diving Crossbody".
- The Texas Tornado derrotó a Dino Bravo (con Jimmy Hart) (3:11)
  - Tornado cubre a Bravo después de un "Discus Punch".
- The British Bulldog derrotó a The Warlord (con Slick) (8:15)
  - Bulldog cubrió a Warlord después de un "Running Powerslam".
- The Nasty Boys (Jerry Sags & Brian Knobbs) (con Jimmy Hart) derrotaron a The Hart Foundation (Bret Hart & Jim Neidhart) ganando el Campeonato Mundial en Parejas de la WWF (12:10)
  - Knobbs cubrió a Neidhart después de golpearle con un megáfono.
- Jake Roberts derrotó a Rick Martel en un Blindfold Match (8:34)
  - Roberts cubre a Martel después de un "DDT".
- The Undertaker (con Paul Bearer) derrotó a Jimmy Snuka (4:20)
  - Undertaker cubre a Snuka después de una "Tombstone Piledriver".
  - Con esta lucha comenzó el invicto del Undertaker en Wrestlemania, (1-0).
- The Ultimate Warrior derrotó a Randy Savage (con Queen Sherri) en una "Retirment match" (20:48)
  - Warrior cubrió a Savage después de un "Diving Shoulder Block".
  - Como consecuencia, Savage se retiró de la lucha libre profesional
  - Después de la lucha, Savage fue atacado por Sherri pero Miss Elizabeth salió para defender a Savage, donde ambos se reconciliaron.
- Tenryu & Kitao derrotaron a Demolition (Crush & Smash) (con Mr. Fuji) (4:44)
  - Tenryu cubrió a Smash después de un "Standing Powerbomb".
- The Big Boss Man (con André the Giant) derrotó al Campeón Intercontinental Mr. Perfect (con Bobby Heenan) por descalificación (10:47)
  - Perfect fue descalificado después de que The Barbarian y Haku atacaran a Boss Man
- Earthquake derrotó a Greg Valentine (3:14)
  - Earthquake cubrió a Valentine después de un "Earthquake Splash".
- The Legion of Doom (Hawk & Animal) derrotaron a Power and Glory (Paul Roma & Hercules Hernandez) (con Slick) (0:59)
  - Hawk cubrió a Roma después de un "Doomsday Device".
- Virgil (con Roddy Piper) derrotó a Ted DiBiase por cuenta de fuera (7:41)
  - DiBiase perdió después de no ingresar al ring antes de la cuenta de 10.
- The Mountie (con Jimmy Hart) derrotó a Tito Santana (1:21)
  - The Mountie cubrió a Santana después de atacarle con una porra eléctrica.
- Hulk Hogan derrotó a Sgt. Slaughter (con General Adnan) ganando el Campeonato de la WWF (20:26)
  - Hogan cubrió a Slaughter después de un "Atomic Leg Drop".

## Otros roles
| Comentaristas - Bobby "The Brain" Heenan - Gorilla Monsoon - Lord Alfred Hayes - En la lucha entre Boss Man y Hennig - Jim Duggan - En la primera lucha - Regis Philbin - En el main event Entrevistadores - "Mean" Gene Okerlund - Sean Mooney - Regis Philbin - Alex Trebek - Marla Maples | Anunciadores - Howard Finkel - Alex Trebek - En el main event Árbitros - Earl Hebner - Dave Hebner - Joey Marella - Danny Davis - Mike Chioda |